# Cantonul Aubervilliers-Ouest
Cantonul Aubervilliers-Ouest este un canton din arondismentul Saint-Denis (Seine-Saint-Denis), departamentul Seine-Saint-Denis, regiunea Île-de-France, Franța.

## Comune
| Comune                         | Populație (1999) | Cod poștal | Cod INSEE |
| ------------------------------ | ---------------- | ---------- | --------- |
| Aubervilliers, commune entière | 75 598           | 93 300     | 93 001    |